# Каяалп, Рыза
Рыза Каяалп (тур. Rıza Kayaalp, род. 10 октября 1989 года) — турецкий борец греко-римского стиля, трёхкратный призёр Олимпийских игр (2012, 2016 и 2020), пятикратный чемпион мира (2011, 2015, 2017, 2019, 2022) и 12-кратный чемпион Европы (2010, 2012, 2013, 2014, 2015, 2016, 2017, 2018, 2019, 2021, 2022, 2023)

## Биография
Рыза Каяалп родился в 1989 году в Йозгате. В 2008 году стал чемпионом мира среди юниоров. В 2009 году он вновь стал чемпионом мира среди юниоров, выиграл золотую медаль Универсиады, а на чемпионате мира среди взрослых завоевал бронзовую медаль. В 2010 году Рыза Каяалп стал чемпионом Европы, выиграл серебряную медаль кубка мира, но на чемпионате мира опять был лишь бронзовым призёром. В 2011 году он, наконец, получил звание чемпиона мира среди взрослых, а также выиграл кубок мира, но при этом на чемпионате Европы стал лишь вторым. В 2012 году Рыза Каяалп вернул себе звание чемпиона Европы и завоевал бронзовую медаль Олимпийских игр.
На предолимпийском чемпионате планеты в Казахстане в 2019 году в весовой категории до 130 кг, Рыза завоевал золотую медаль, став чемпионом, и получил олимпийскую лицензию для своего национального Олимпийского комитета. В начале июля 2024 года стало известно, что Каяалп за нарушение антидопинговых правил, пропустит Олимпийские игры в Париже, где вместо него выступит Хамза Бакыр.